# Michihiro Yasuda
Michihiro Yasuda (n. 20 decembrie 1987) este un fotbalist japonez.

## Statistici
| Japonia | Japonia | Japonia |
| An      | Meciuri | Goluri  |
| ------- | ------- | ------- |
| 2008    | 5       | 0       |
| 2009    | 1       | 1       |
| 2010    | 0       | 0       |
| 2011    | 1       | 0       |
| Total   | 7       | 1       |